# Alimentació macrobiòtica
L'alimentació macrobiòtica és una dieta que diu basar-se en el principi filosòfic d'equilibri del yin i el yang. No té cap base científica i no hi ha proves del fet que sigui més saludable, ni que pugui ajudar en la prevenció o el tractament del càncer o d'altres malalties. Una alimentació macrobiòtica estricta pot ser causa de malnutrició.
Consisteix en una adaptació de les tradicions culinàries d'Extrem Orient, on alimentació, medicina i inclús espiritualitat sempre han estat força imbricades. Tot i així, hom retroba comportaments equivalents als de l'alimentació macrobiòtica en la majoria de cuines ancestrals d'arreu del món, incloses les occidentals (en especial el fet de prendre cereals i altres gramínies com a aliment de base, en forma de gra o de farina).
Va ser formulada tal com se la coneix actualment per l'ensenyant japonès Georges Ohsawa (1893-1966), el qual va publicar en francès el seu primer llibre sobre el tema l'any 1931: Le Principe Unique de la Philosophie et de la Science d'Extrême-Orient

## L'alimentació segons la macrobiòtica
Aquest tipus d'alimentació és una aplicació biològica i fisiològica del principi del yin i el yang, segons el qual tota cosa està equilibrada per aquestes dues forces respectant, en cada cas, una proporció determinada.
Segons Ohsawa i els seus predecessors, l'equilibri de l'organisme humà és de cinc yin per un yang (aquesta relació correspondria a la de la presència del sodi –considerat yin– i el potassi –considerat yang– en la composició de la nostra sang). El principi d'una bona alimentació seria, doncs, prendre aliments que respectin aquesta proporció de manera que siguin ben assimilables.
El procés d'assimilació dels aliments consisteix en un mecanisme de descomposició realitzat a través de la digestió; les substàncies ingerides es descomponen fins a l'extracció de cada element molecular per a introduir-los en la sang, la qual nodrirà cada cèl·lula de l'organisme. En conseqüència, en macrobiòtica es considera que tot aliment massa allunyat d'aquesta composició final de la sang necessitarà un esforç digestiu més important, i l'organisme s'haurà de fatigar per tal de transformar-lo, cosa que, a la llarga, pot acabar causant les malalties.
Així, els aliments es classifiquen segons aquestes dues categories (yin o yang) i, per tal d'equilibrar-los (fer que s'acostin com més millor a aquesta relació de 5/1 que la sang necessita), hom els yanguitzarà (fer sortir l'excés de yin) amb les diferents tècniques culinàries, com ara la cocció, l'addició de sal, etc., o els yinitzarà (fer sortir l'excés de yang) gràcies a la fermentació, la maceració…
Aquesta manera de fer, de fet, s'aproxima a la majoria de cuines tradicionals on, d'una manera intuïtiva (o, segons aquesta teoria, perquè el cos "ho demana"), hom equilibra un bistec (yang) amb patates (yin), amanida (yin) i/o alcohol (yin). La macrobiòtica vol fer agafar consciència del mecanisme subjacent d'aquest fenomen per a poder ser més precisos en cas de necessitat.
D'altra banda també vol atreure l'atenció sobre el fet següent: tal com quan es beu massa alcohol l'enteniment es modifica, qualsevol substància introduïda en l'organisme (doncs tots els aliments inclosos) tindrien el mateix efecte; així, certs aliments produirien angoixes, d'altres agressivitat, d'altres aguditzarien la capacitat de concentració, d'altres l'afeblirien, etc.

### Principis bàsics
Si l'objectiu final d'aquest ensenyament (i doncs igualment d'aquest mètode) és proporcionar la llibertat més gran possible, el camí per arribar-hi reclama, de manera dialèctica, una certa concentració prèvia. Aquesta concentració hauria de dur vers una presa de consciència que permeti copsar la importància de l'alimentació en tant que base de tota manifestació de vida: sense alimentació no hi ha vida; la qualitat de l'alimentació determina la qualitat de la forma de vida. Un cop realitzada aquesta presa de consciència, s'obtindria la llibertat d'actuar en veritable coneixença de causa.
A partir d'aquest primer objectiu, un dels leitmotiv que Ohsawa utilitzava per a resumir aquest sistema alimentari i de vida era la noció de vivere parvo, és a dir, "viure pobrament" o "viure només amb el que és necessari". L'actitud que hi correspon es pot traduir a través d'uns principis bàsics que defineixen la visió macrobiòtica de l'alimentació:
- Menjar només quan es té gana i tan sols la quantitat necessària (o ser conscient que, fora d'això, la resta són excessos, encara que siguin ben plaents i a voltes certament necessaris).
- Prendre aliments provinents del medi en el que es viu i de temporada (aquests ens correspondran d'una manera més harmoniosa, ja que l'home, com els aliments, també és un producte del seu medi).
- Evitar de prendre massa coses extremadament yin per tal d'afavorir la fortificació del sistema nerviós autònom (base d'un sistema immunitari eficaç).
- Prendre aliments el menys manipulats possible (integrals, sense adobs ni productes químics, etc., tot i que gràcies a les manipulacions culinàries els efectes d'aquestes substàncies puguin ser parcialment equilibrats), sobretot si es tracta de productes animals.
- Mastegar conscienciosament cada bocada i saber en cada cas per què es menja (per a créixer? Per plaer? Per a guarir-se? Per a evolucionar espiritualment?...) i així adaptar-se a les necessitats.

## Els aliments
A través de l'estudi de Yin i Yang aplicat a l'alimentació, hom pot situar cada aliment amb relació a les diferents necessitats o objectius de l'individu. Per exemple, per a realitzar treballs que necessiten molta força física no es menjaran les mateixes coses que quan es realitza una feina sedentària; tampoc no es prendrà el mateix quan s'és un nadó o un avi, ni quan s'està malalt o en bona salut.
Això implica una noció fonamental, la noció que "cadascú ha de trobar la seva macrobiòtica": hom ha de comprendre, practicar i verificar per si mateix, ja que cada cas és particular i que tot canvia en permanència. La noció essencial que caracteritza aquest ensenyament és la de non credo, és a dir "no creure cegament".
A partir de les observacions acumulades per les tradicions extremorientals, Georges Ohsawa proposa un cert ordre en l'alimentació que té en compte les especificitats de l'home, especialment el fet que és un ésser destinat a desenvolupar la consciència.

### Els cereals integrals
Segons la macrobiòtica, la base d'una alimentació justa la constitueixen els cereals, ja que llur equilibri Yin-Yang és el que s'aproxima més al del nostre organisme. Aquests es consumeixen de preferència en forma de grans integrals (quan un aliment està refinat, el que implica que se li ha tret quelcom, per força hom el desequilibra).
És interessant constatar que la majoria de civilitzacions han sorgit al voltant d'aquest aliment, el qual encara constitueix la base alimentària de la majoria dels pobles de la Terra.

### Vegetals i productes animals
La macrobiòtica no és cap règim vegetarià i hom pot menjar el que vulgui; com s'ha vist més amunt, l'alimentació macrobiòtica consisteix a comprendre les especificitats de cada aliment -segons yin i yang- per a obtenir la llibertat d'utilitzar-los segons els objectius i necessitats de cadascú. Per això, decidir si es prenen productes animals o no, de quin tipus, quina quantitat, etc., dependrà del resultat que es vulgui obtenir i l'interessant serà saber equilibrar-los.
Pel que fa a les verdures, passa el mateix: s'ha de saber si s'introdueixen en un règim vegetarià, si acompanyen productes animals, etc. Des d'un punt de vista yin-yang, quan es menja més aviat vegetarià, s'aconsella prendre en primer lloc aquelles que creixen sota terra, ja que són les que complementen millor els cereals; a continuació venen tota la resta.

### Aliments específics
En macrobiòtica s'utilitzen allò que hom anomena “aliments específics”, com ara les algues, derivats de la soia com el miso i el tamari, els tes verds "de tres anys", les prunes umeboshi, la sal de sèsam, etc. Hom els anomena així, d'un cantó per llurs qualitats ben sovint medicinals i de l'altre perquè, a l'origen, eren rarament coneguts fora d'aquest tipus d'alimentació. Sovint es tracta de productes d'origen japonès, encara que actualment se solen fabricar igualment als països occidentals.

### Règim curatiu
Aquest règim consisteix a menjar d'una manera el més equilibrada possible (segons el punt de vista macrobiòtic) durant el període en què dura una malaltia, això per tal de no agredir l'organisme i permetre que es regeneri segons la seva pròpia lògica interna. Com que la tendència generalitzada en aquesta societat de consum és de prendre massa coses yin (o bé massa quantitat = yin), i que seria aquest excés el qui acaba creant un desequilibri, en general aquest règim és més aviat restrictiu (yang o "yanguitzant"); però si hom es trobés amb el cas contrari (una malaltia causada per l'excés de yang), un règim equilibrat per a curar-se consistiria a prendre més aviat coses yin.

### El "règim estàndard" o "clàssic"
Michio Kushi, un deixeble de Georges Ohsawa, preconitza l'ús d'allò que ell anomena un "règim tipus", conegut també com a "règim clàssic", que consisteix a menjar segons unes certes proporcions considerades convenients per a la majoria de la gent. La composició d'aquest règim, molt difós des de la fi dels anys 70 gràcies a les nombroses obres editades pels instituts Kushi d'arreu del món, és presentada sovint com el "règim estàndard" macrobiòtic. Aquesta afirmació és criticada per certs practicants d'aquest moviment, considerant-la en contradicció amb el principi que cal que cadascú estudii per si mateix i trobi el règim que li convé.

## L'alimentació macrobiòtica i la ciència
L'equilibri dietètic de l'alimentació macrobiòtica es basa en el principi del yin i el yang, en comptes de fer-ho segons la concepció científica, on es tenen en compte les calories, les quantitats de nutrients, etc. Georges Ohsawa considerava que aquesta aproximació permet una visió més global que aquella estrictament científica i deia sovint: "Estudieu primer Yin i Yang, i després estudieu tota la resta". I també: "Estudieu amb Yin i Yang; la ciència ja confirmarà".
El món científic, pel seu cantó, s'ha interessat poc a verificar directament les afirmacions macrobiòtiques. De manera recurrent, certs organismes mèdics han criticat aquesta dieta com a perillosa, prevenint que "Una pràctica sense els coneixements adequats pot conduir a la malnutrició" o que, en cas dels infants, cal vigilar molt les eventuals mancances de calci, proteïnes, ferro, zinc, vitamina D, vitamina B12, riboflavina, vitamina A i àcids omega 3.
Igualment, als anys 80 es va desencadenar una polèmica als Estats Units quan Michio Kushi va declarar "haver vençut el càncer amb la dieta macrobiòtica". Aquesta afirmació no només va escandalitzar el món científic sinó també diversos col·laboradors del mateix Kushi.